# Adrien Lachenal
Adrien Lachenal (født 19. maj 1849 i Genève, død 29. juni 1918 i Versoix) var en schweizisk statsmand. 
Lachenal var 1874—78 fuldmægtig hos kantonets generalprokurør og siden sagfører. Han valgtes 1880 til kantonets store råd og var fører for det liberale parti; sad 1881—84 i Schweiz' stænderåd og 1884—92 i dets nationalråd (var 1891 dettes formand) og var 1892—99 medlem af forbundsrådet. Han styrede i flere år Udenrigsministeriet, var 1896 forbundspræsident og overtog derefter Indenrigsministeriet. Efter sin afgang valgtes han til stænderådet og blev 1903—05 dets formand.